# Île Vilkitski (mer de Kara)
Pour les articles homonymes, voir Vilkitski.
L'île Vilkitski (en russe : Остров Вильки́цкого, Ostrov Vil'kitskogo) est une île de la mer de Kara. Elle est située à 40 km au nord-est de l'île Chokalski, au large de la péninsule de Gydan au nord de la Sibérie, en Russie. Cette île, désolée et balayée par les vents, est recouverte par la toundra. L'île Vilkitski, en forme de croissant, divisée en deux par un petit détroit en son centre, mesure 42 km de longueur, mais seulement 12 km de large (au maximum).
Administrativement, l'île Vilkitski est située dans le raïon Tazovski (en), dans le district autonome de Iamalo-Nénétsie dans le district fédéral de l'Oural, à l'intérieur de la réserve naturelle du Grand Arctique, la réserve naturelle la plus grande de Russie.
La mer qui entoure cette île est recouverte de banquise en hiver et parcourue par de gros blocs de glace, y compris en été. Une grande zone peu profonde sépare l'île Vilkitski de l'île voisine, l'île Neupokoev. 
L'île a été nommée d'après Andreï Vilkitski (en), le père de l'hydrographe russe Boris Vilkitski.
Cette île ne doit pas être confondue avec d'autres îles qui portent le même nom, telles que les îles Vilkitski (désormais connues sous le nom d'îles Djekman) qui font partie de l'archipel de Nordenskiöld, les îles Vilkitski situées en mer des Laptev à l'est des côtes de la péninsule de Taïmyr, et l'île Vilkitsk dans les îles De Long dans la mer de Sibérie orientale.